# Cortisolaufwachreaktion
Die Cortisol-Aufwachreaktion (kurz: CAR = Cortisol awakening response) findet direkt nach dem Aufwachen am frühen Morgen statt und lässt die Konzentration von dem Hormon Cortisol im Blut und Speichel bei gesunden Menschen um etwa 50 – 156 % ansteigen. Die Bedeutung der Cortisol-Aufwachreaktion ist noch nicht eindeutig wissenschaftlich geklärt, man nimmt aber an, dass Cortisol die Energiereserven im Körper mobilisiert, um den Stoffwechsel auf den bevorstehenden Tag und möglichen Stress vorzubereiten.

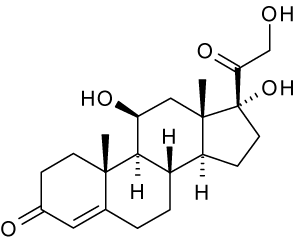
Unmittelbar nach dem Erwachen beginnt die Ausschüttung des Hormons Cortisol, die nach 30–45 min. ihren Höhepunkt erreicht.

## Definition
Kurz nach dem Erwachen steigt die Konzentration von Cortisol um etwa 50 – 156 % im Blut und Speichel an. Dies tritt bei jedem Menschen unabhängig von seinem Alter auf, wobei die Höhe des Anstiegs variieren kann. Der Hypothalamus empfängt einen Reiz, der ihn dazu veranlasst CRF (Corticotropin Releasing Faktor) auszuschütten. Dies signalisiert der Hypophyse, den Botenstoff ACTH (Adrenocorticotropin) freizusetzen und die Nebennierenrinde zur Cortisolausschüttung anzuregen. Die Cortisol-Aufwachreaktion erreicht 30 bis 45 Minuten nach dem Erwachen ihren Höhepunkt.
Die höchste Cortisol-Ausschüttung findet im zweiten Teil der Nacht statt, die dann wiederum am frühen Morgen auftritt. Danach sinkt der Cortisol-Spiegel im Tagesverlauf bis zum niedrigsten Wert während der ersten Hälfte der Nacht. Die Cortisol-Aufwachreaktion unterliegt einem zirkadianen Rhythmus. Eine Cortisol-Reaktion kann aber auch durch andere Faktoren oder Krankheiten ausgelöst werden und u. U. einer medizinischen Behandlung bedürfen. Dies kann durch mehrere Faktoren beeinflusst werden, insbesondere durch Stress, Traumata, Schwangerschaft, Übergewicht, Schockzustände, sowie durch verschiedene Erkrankungen.

## Einflüsse auf die Cortisol-Aufwachreaktion

### Schlaf
Der Faktor Schlaf spielt für die Cortisol-Aufwachreaktion eine wichtige Rolle: Ist die Schlafdauer zu kurz oder ist der Schlaf nicht erholsam, hat dies negative Auswirkungen auf die Ausschüttung von Cortisol und die Cortisol-Aufwachreaktion. Zudem gibt es noch weitere Faktoren, deren Einfluss auf die Cortisol-Aufwachreaktion nachgewiesen wurde:
- Schichtarbeit: Krankenschwestern, die an den Morgenschichten mit sehr frühem Erwachen (zwischen 4:00 und 5:30 Uhr) arbeiteten, hatten eine größere und verlängerte Cortisol-Aufwachreaktion als diejenigen, die in der späten Tagesschicht (zwischen 6:00 und 9:00 Uhr) oder der Nachtschicht (zwischen 11:00 Uhr und 2:00 Uhr) arbeiteten. Eine weitere Studie stellte jedoch fest, dass diese größere Ausschüttung an Cortisol auf eine erhöhte Belastung und beeinträchtigte Schlafqualität vor Schichtwechsel zurückzuführen war („Wenn diese Faktoren berücksichtigt wurden, war der Unterschied in der Cortisol-Aufwachreaktion im Zusammenhang mit dem experimentellen Zustand nicht mehr signifikant“, aus: Kudielka & Kirschbaum (2017)[17]).
- Nickerchen: Studenten, die in den frühen Abendstunden (zwischen 18:45 und 20:30 Uhr) ein Nickerchen machten, hatten keine Cortisol-Aufwachreaktion, was darauf hindeutet, dass die Reaktion erst nach dem Nachtschlaf auftritt.[18]
- Aufwachen bei Licht: Cortisol-Aufwachreaktion ist größer, wenn die Menschen bei Licht aufwachen statt in Dunkelheit.[19][20]
- Lärm: Die Cortisol-Aufwachreaktion ist nach einer nächtlichen Exposition gegenüber Verkehrslärm oder niederfrequentem Lärm (ca. 40 dB L(A)eq.)[21][22][23] signifikant vermindert.[24]
- Wecken durch einen Wecker oder spontanes Erwachen: Es gibt keinen Unterschied zwischen Tagen, an denen ein Mensch spontan aufwacht oder durch einen Wecker geweckt wurde.[3]
- Schmerzmittel, Hormonpräparate: manche Medikamente unterdrücken die Cortisolausschüttung, indem sie einen negativen Einfluss auf die ACTH Ausschüttung der Hypophyse besitzen.[25]

### Psychologische Faktoren
- Frühaufsteher zeigen eine größere Cortisol-Aufwachreaktion als Spätaufsteher.[26]
- Erschöpfung: hemmt die nächtliche Ausschüttung von Cortisol und die Cortisol-Aufwachreaktion fällt geringer aus.[27]
- Schmerzen: je stärker die Schmerzen, desto geringer fällt die nächtliche Ausschüttung von Cortisol und die Cortisol-Aufwachreaktion aus.[28]

- Sozioökonomische Faktoren, sozialer Status und materieller Lebensstandard: Je besser diese Bedingungen sind, desto geringer fällt die Cortisol-Aufwachreaktion aus.[29][30]

### Stress
Die Cortisol-Aufwachreaktion fällt für diejenigen größer aus, die:
- an einem normalen Arbeitstag aufwachen statt an einem Urlaubstag,[31]
- früher aufstehen,[26]
- unter akutem Stress leiden, z. B. Prüfungen an der Schule oder Universität,[1]
- unter starker Arbeitsbelastung oder Überforderung leiden.[32]
- Burn-out-Syndrom: Lehrer, die unter hoher Stressbelastung litten, wiesen einen hohen Cortisolanstieg auf, wohingegen Lehrer mit Burn-Out-Symptomen eine verringerte Cortisolausschüttung aufwiesen.[33]

Verschiedene Alltagssituationen sind mit Stress verbunden: Je heftiger das Stresspensum, desto höher die Cortisol-Ausschüttung. Wird keine Lösung für den Stressfaktor gefunden, ist die Wahrscheinlichkeit hoch, dass die ständige Ausschüttung von Cortisol die Gesundheit beeinträchtigen und schädigen kann, z. B. durch einen Herzinfarkt.